# Naturschutzgebiet Grüberg / Thülener Stein
Das Naturschutzgebiet Grüberg / Thülener Stein mit einer Größe von 25,4 ha liegt östlich von Thülen im Stadtgebiet von Brilon. Das Gebiet wurde 2008 mit dem Landschaftsplan Hoppecketal durch den Hochsauerlandkreis als Naturschutzgebiet (NSG) ausgewiesen. Das NSG zum Großteil zum FFH-Gebiet Wälder und Quellen des Almetals (DE 4518-303). Das NSG gehört seit 2023 zum Vogelschutzgebiet Diemel- und Hoppecketal mit angrenzenden Wäldern.

## Gebietsbeschreibung
Beim NSG handelt es sich um einen Rotbuchenwald mit Kalkfelsen. Die Besonderheit im NSG ist eine etwa 20 m lange, 2 m breite und 15 m tiefe Felsspalte. Im NSG befinden sich Reste eines ehemaligen Kalkspatbergwerks. Im NSG kommen seltene Tier- und Pflanzenarten vor.
Das Landesamt für Natur, Umwelt und Verbraucherschutz Nordrhein-Westfalen dokumentierte im Schutzgebiet Pflanzenarten wie Ährige Teufelskralle, Braunstieliger Streifenfarn, Dunkles Lungenkraut, Echter Wurmfarn, Frühlings-Platterbse, Fuchssches Greiskraut, Gewöhnliche Goldnessel, Gewöhnlicher Tüpfelfarn, Große Sternmiere, Leberblümchen, Mauerraute, Nesselblättrige Glockenblume, Quirl-Weißwurz, Rundblättrige Glockenblume, Ruprechtskraut, Seidelbast, Wald-Bingelkraut, Wald-Greiskraut, Wald-Labkraut, Wald-Veilchen, Wald-Ziest, Waldmeister und Zerbrechlicher Blasenfarn.

## Schutzzweck
Das NSG soll den Wald mit dessen Arteninventar schützen. Wie bei allen Naturschutzgebieten in Deutschland wurde in der Schutzausweisung darauf hingewiesen, dass das Gebiet „wegen der Seltenheit, besonderen Eigenart und Schönheit des Gebietes“ zum Naturschutzgebiet wurde.
Der Landschaftsplan führt zum speziellen Schutzzweck auf: „Erhaltung von Kalkbuchenwäldern auf flachgründigen Standorten als Lebensraum einer artenreichen, teilweise gefährdeten Vegetation; Schutz einer größeren Felsspalte und von Klippen aus naturgeschichtlichen und landeskundlichen Gründen; Erhaltung der obertägigen Reste eines ehemaligen Kalkspatabbaus aus landeskundlichen Gründen. Wesentlicher Schutzzweck ist auch die Sicherung des ökologischen Netzes  ‚Natura 2000‘ im Sinne der FFH-RL, dem die hier wirksamen Ge- und Verbote des allgemeinen Festsetzungskataloges unter 2.1 Rechnung tragen.“